# 포항중학교
포항중학교(浦項中學校)는 대한민국 경상북도 포항시 북구 학산동에 위치한 공립 중학교이다.

## 학교 연혁
- 1943년 3월 31일 : 포항 공립중학교 설립인가
- 1943년 4월 9일 : 제1대 묵주평 교장 취임
- 1943년 4월 16일 : 4년제 제1학년 1학급 모집(개교)
- 1951년 7월 18일 : 학제 변경(3년제)
- 1960년 8월 25일 : 교사 이전(포항시 두호동 200번지에서 학산동 205번지로)
- 1964년 3월 21일 : 포항제1중학교 폐교로 인하여 2학년 29명, 3학년 71명 인수
- 1969년 3월 29일 : 본관 16교실 준공
- 1971년 12월 20일 : 병설 실업과정 실습공장 2칸(2층) 증축
- 1979년 2월 26일 : 산업체 특별학급(1학급) 설립인가
- 1979년 2월 28일 : 병설 실업 과정반 폐쇄
- 2000년 8월 23일 : 포항시 북구 대신동 74-1번지로 학교 이전
- 2004년 8월 9일 : 포항시 북구 학산동 205-1번지 개축교사 준공, 학교 이전
- 2018년 3월 10일 : 포항중학교 부설 방송통신중학교 개교 및 제1회 입학식(84명)
- 2023년 1월 3일 : 제78회 졸업식 거행(120명) (졸업생 총 30,193명 배출)
- 2023년 3월 1일 : 제34대 송재성 교장 취임
- 2023년 3월 2일 : 제81회 입학식(135명)

## 학교 위치
- 1960년 8월 25일 ~ 2000년 8월 22일, 2004년 8월 9일 ~ (현재) : 북구 학산로 45 (학산동)
- 2000년 8월 23일 ~ 2004년 7월 31일 : 북구 대신로 27 (대신동 / 現 좋은선린요양병원)

## 갤러리

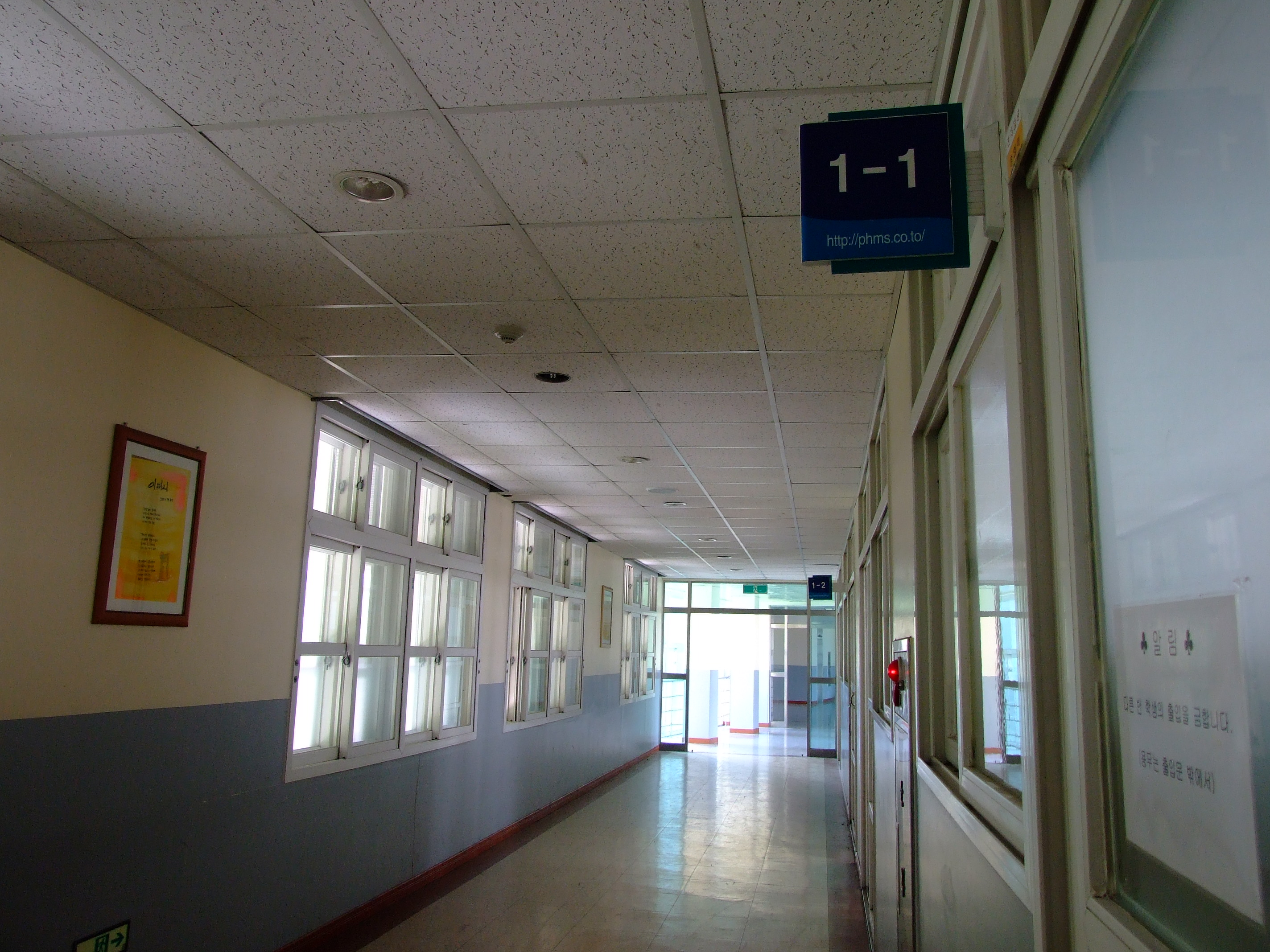
포항중학교 4층 복도
포항중학교 방송실

## 참고 자료
- 포항중학교 - 한국교육학술정보원 학교알리미